# داخلية القرن
داخلية القرن (الاسم العلمي: Endoceratidae)، وهي فصيلة منقرض من رأسيات القدم النوتويد ذات صدفة مستقيمة من كبيرة إلى عملاقة. تنتمي إلى رتبة داخليات القرن التي عاشت في الفترة بين الأوردوفيشي الأوسط والعلوي. وهي تشمل أكبر لافقاريات معروفة في حقبة الحياة القديمة،
والتي تمثل جنس داخلي القرن ومحفورة القرن.